# Feneryolu
Feneryolu es un barrio del distrito de Kadıköy en Estambul, Turquía. Cubre un área de aproximadamente 1,0 km². Ubicado tierra adentro desde el mar de Mármara, Feneryolu se encuentra entre el barrio costero de Fenerbahçe y la zona residencial de Fikirtepe. Se cree que el nombre Feneryolu (literalmente camino del faro) hace referencia a la ruta histórica que conduce al Faro de Fenerbahçe.
Limita al norte con el barrio de Merdivenköy del distrito de Kadıköy, al este con el barrio de Göztepe del mismo distrito, al sur con la avenida Bağdat y el barrio de Fenerbahçe, y al oeste con el barrio de Zühtüpaşa también en Kadıköy.
El barrio se beneficia de conexiones de transporte público, en particular de la red de trenes de cercanías Marmaray a través de su estación ferroviaria, y de los servicios de autobuses locales proporcionados por la İETT. Los límites de Feneryolu se extienden desde la famosa calle comercial a nivel nacional Bağdat Avenue hasta la importante vía "Minibus Street" (avenida Fahrettin Kerim Gökay).

## Historia
Los orígenes de Feneryolu se remontan a finales del período otomano, cuando el área servía como un modesto centro de tránsito. El desarrollo del barrio estuvo estrechamente ligado al establecimiento de la estación ferroviaria de Feneryolu a finales del siglo XIX. La apertura de una línea ferroviaria ramal desde Feneryolu hasta Fenerbahçe permitió la conexión con los balnearios costeros de Kadıköy. Con el paso de las décadas, la mayoría de las casas de madera sencillas fueron demolidas para dar paso a edificios de apartamentos, y Feneryolu evolucionó gradualmente hasta convertirse en una zona completamente residencial. Aún es posible encontrar algunas de las antiguas casas y mansiones.

## Población
El Feneryolu moderno es predominantemente residencial. Tiene calles tranquilas y apacibles, con una población compuesta principalmente por estudiantes y jubilados — población en 2020: 25.626.

## Sitios históricos
Los sitios históricos de Feneryolu incluyen:
- la Mezquita Tuğlacıbaşı, construida en 1860 por Hacı Mustafa Efendi, jefe de una fábrica de ladrillos (tuğlacıbaşı) en Kâğıthane[7]
- la estación de tren de Feneryolu, construida en 1872 por el Ministerio de Obras Públicas del Imperio Otomano, reconstruida en 1901 por el Ferrocarril de Anatolia, y nuevamente en 2019[8]
- la Mansión del Príncipe Abdülkadir Efendi, construida por el abogado Fevzi Bey en 1900, vendida al príncipe Abdülkadir Efendi en 1910 y a İkbal Hanım en 1924[9]
- la Casa Museo de Haldun Taner, construida en 1910 como casa de guardia para un jardín perteneciente a Fuat "el Loco" Paşa, restaurada en 2018 para su uso como museo[10]